# Локниця (річка)
Локниця — річка у Камінь-Каширському районі Волинської області, ліва притока Стоходу (басен Дніпра).

## Опис
Довжина річки 11  км, похил річки — 1,0 м/км. Формується з багатьох безіменних струмків. Площа басейну 105 км2.

## Розташування
Бере початок на північно-західній стороні від села Верхи. Тече переважно на південний схід і на південній околиці села Боровне впадає і річку Стохід, праву притоку Прип'яті.